# Brian Heras
Brian Heras (n. Cuenca, Ecuador; 17 de abril de 1995) es un futbolista ecuatoriano. Juega de portero y su equipo actual es Delfín Sporting Club de la Serie A de Ecuador. 

## Trayectoria

### Deportivo Cuenca
Comenzó su trayectoria en el equipo azuayo Tecni Club y en 2011 se unió a las divisiones inferiores del Deportivo Cuenca de la Serie A de Ecuador. Realizó su debut con el primer equipo el 30 de julio de 2013, en un partido contra El Nacional. Sin embargo, logró afirmarse como titular en el once estelar en 2018, tras la partida de Hamilton Piedra al Independiente del Valle. También participó en la Copa Sudamericana 2018, donde su equipo quedó eliminado en los octavos de final ante Fluminense.
El 13 de diciembre de 2018 extendió su contrato hasta el 2021.

### Liga Deportiva Universitaria
El 6 de enero de 2022 fue anunciado como fichaje en Liga Deportiva Universitaria por una temporada con opción a compra. Dejó el cuadro albo en julio de 2023.

### Delfín S. C.
Tras salir de Liga firmó con el Delfín Sporting Club en condición de jugador libre.

## Selección nacional
En septiembre de 2019 fue convocado por el entrenador Jorge Célico a la selección ecuatoriana, para disputar los encuentros amistosos ante Perú y Bolivia, a disputarse el 6 y 11 septiembre, respectivamente, aunque no logró debutar en ninguno de ellos.

## Estadísticas

### Clubes
Actualizado al último partido disputado el 4 de agosto de 2025.
| Club                                   | Div.          | Temporada     | Liga  | Liga  | Copas nacionales | Copas nacionales | Copas internacionales | Copas internacionales | Total | Total |
| Club                                   | Div.          | Temporada     | Part. | Goles | Part.            | Goles            | Part.                 | Goles                 | Part. | Goles |
| -------------------------------------- | ------------- | ------------- | ----- | ----- | ---------------- | ---------------- | --------------------- | --------------------- | ----- | ----- |
| Deportivo Cuenca · Ecuador             | 1.ª           | 2011          | 0     | 0     | Inexistentes     | Inexistentes     | Inexistentes          | Inexistentes          | 0     | 0     |
| Deportivo Cuenca · Ecuador             | 1.ª           | 2012          | 0     | 0     | Inexistentes     | Inexistentes     | Inexistentes          | Inexistentes          | 0     | 0     |
| Deportivo Cuenca · Ecuador             | 1.ª           | 2013          | 5     | 0     | Inexistentes     | Inexistentes     | Inexistentes          | Inexistentes          | 5     | 0     |
| Deportivo Cuenca · Ecuador             | 1.ª           | 2014          | 1     | 0     | Inexistentes     | Inexistentes     | Inexistentes          | Inexistentes          | 1     | 0     |
| Deportivo Cuenca · Ecuador             | 1.ª           | 2015          | 0     | 0     | Inexistentes     | Inexistentes     | Inexistentes          | Inexistentes          | 0     | 0     |
| Deportivo Cuenca · Ecuador             | 1.ª           | 2016          | 1     | 0     | Inexistentes     | Inexistentes     | Inexistentes          | Inexistentes          | 1     | 0     |
| Deportivo Cuenca · Ecuador             | 1.ª           | 2017          | 2     | 0     | Inexistentes     | Inexistentes     | Inexistentes          | Inexistentes          | 2     | 0     |
| Deportivo Cuenca · Ecuador             | 1.ª           | 2018          | 44    | 0     | Inexistentes     | Inexistentes     | 6                     | 0                     | 50    | 0     |
| Deportivo Cuenca · Ecuador             | 1.ª           | 2019          | 27    | 0     | 1                | 0                | Inexistentes          | Inexistentes          | 28    | 0     |
| Deportivo Cuenca · Ecuador             | 1.ª           | 2020          | 27    | 0     | —                | —                | Inexistentes          | Inexistentes          | 27    | 0     |
| Deportivo Cuenca · Ecuador             | 1.ª           | 2021          | 24    | 0     | —                | —                | Inexistentes          | Inexistentes          | 24    | 0     |
| Deportivo Cuenca · Ecuador             | Total club    | Total club    | 131   | 0     | 1                | 0                | 6                     | 0                     | 138   | 0     |
| Liga Deportiva Universitaria · Ecuador | 1.ª           | 2022          | 2     | 0     | 1                | 0                | 0                     | 0                     | 3     | 0     |
| Liga Deportiva Universitaria · Ecuador | 1.ª           | 2023          | 0     | 0     | 0                | 0                | 0                     | 0                     | 0     | 0     |
| Liga Deportiva Universitaria · Ecuador | Total club    | Total club    | 2     | 0     | 1                | 0                | 0                     | 0                     | 3     | 0     |
| Delfín S. C. · Ecuador                 | 1.ª           | 2023          | 14    | 0     | 0                | 0                | 0                     | 0                     | 14    | 0     |
| Delfín S. C. · Ecuador                 | 1.ª           | 2024          | 23    | 0     | 1                | 0                | 7                     | 0                     | 31    | 0     |
| Delfín S. C. · Ecuador                 | 1.ª           | 2025          | 21    | 0     | 0                | 0                | —                     | —                     | 21    | 0     |
| Delfín S. C. · Ecuador                 | Total club    | Total club    | 58    | 0     | 1                | 0                | 7                     | 0                     | 66    | 0     |
| Total carrera                          | Total carrera | Total carrera | 191   | 0     | 3                | 0                | 13                    | 0                     | 207   | 0     |
| 1. 2.                                  |               |               |       |       |                  |                  |                       |                       |       |       |

### Participaciones en torneos internacionales
| Torneo                 | Club                         | Resultado        |
| ---------------------- | ---------------------------- | ---------------- |
| Copa Sudamericana 2018 | Deportivo Cuenca             | Octavos de final |
| Copa Sudamericana 2022 | Liga Deportiva Universitaria | Fase de grupos   |
| Copa Sudamericana 2024 | Delfín                       | Fase de grupos   |